# Aprionus foliosus
Aprionus foliosus är en tvåvingeart som beskrevs av Jaschhof 2009. Aprionus foliosus ingår i släktet Aprionus, och familjen gallmyggor. Arten är reproducerande i Sverige.